# 貝德福德-諾斯特蘭大道車站
貝德福德-諾斯特蘭大道車站（英語：Bedford–Nostrand Avenues station）是紐約地鐵IND跨城線的一個地鐵站，位於布魯克林貝德福德-斯圖弗森介乎貝德福德及諾斯特蘭大道之間的拉法葉大道，設有G線（任何時候停站）列車服務。

## 車站結構

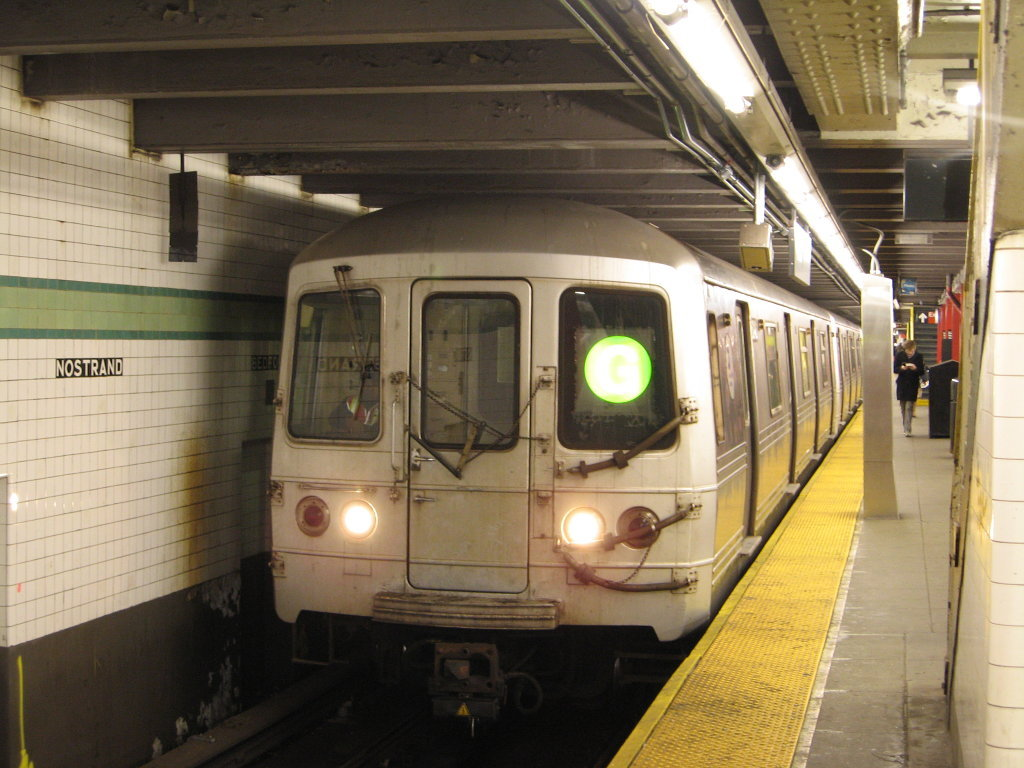
一列紐約地鐵R46型列車G線列車抵站

| G        | 街道層             | 出入口                                    |
| M        | 夾層               | 往出入口、車站詢問處、MetroCard自動售票機 |
| P 月台層 | 南行               | 往教堂大道（卡拉森大道）                  |
| P 月台層 | 島式月台，左側開門 |                                           |
| P 月台層 | 中央軌道           | 無定期服務                                |
| P 月台層 | 島式月台，左側開門 |                                           |
| P 月台層 | 北行               | 往法庭廣場（默特爾-威爾勞夫比大道） →     |

此地下車站設有兩個島式月台和三條軌道。

## 外部連結

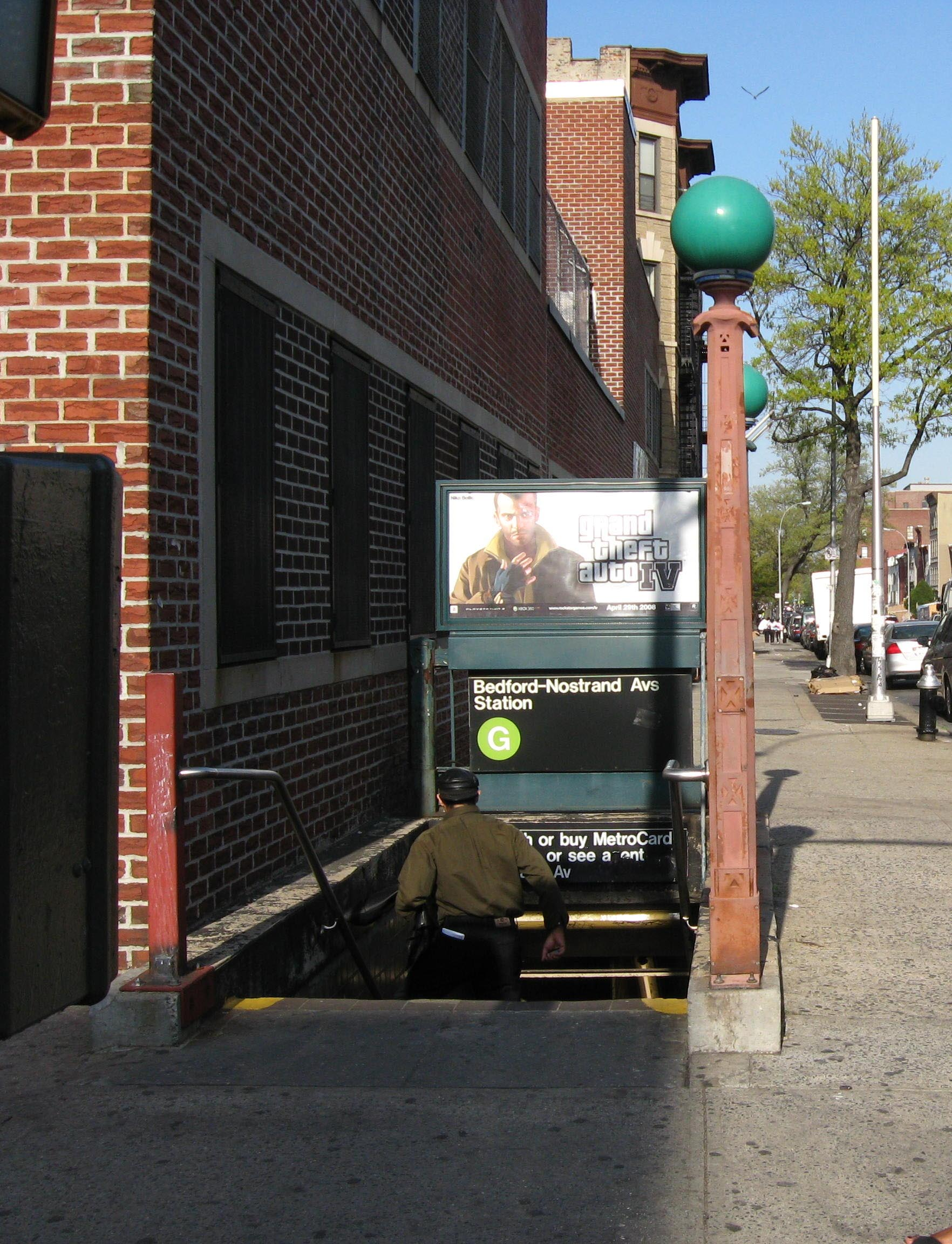
街梯

- nycsubway.org—IND Crosstown: Bedford–Nostrand Aves.
- Station Reporter — G Train
- The Subway Nut — Bedford–Nostrand Avenues Pictures （页面存档备份，存于）
- Bedford Avenue entrance from Google Maps Street View
- Nostrand Avenue entrance from Google Maps Street View
- Platforms from Google Maps Street View